# Kampen (Oslo)

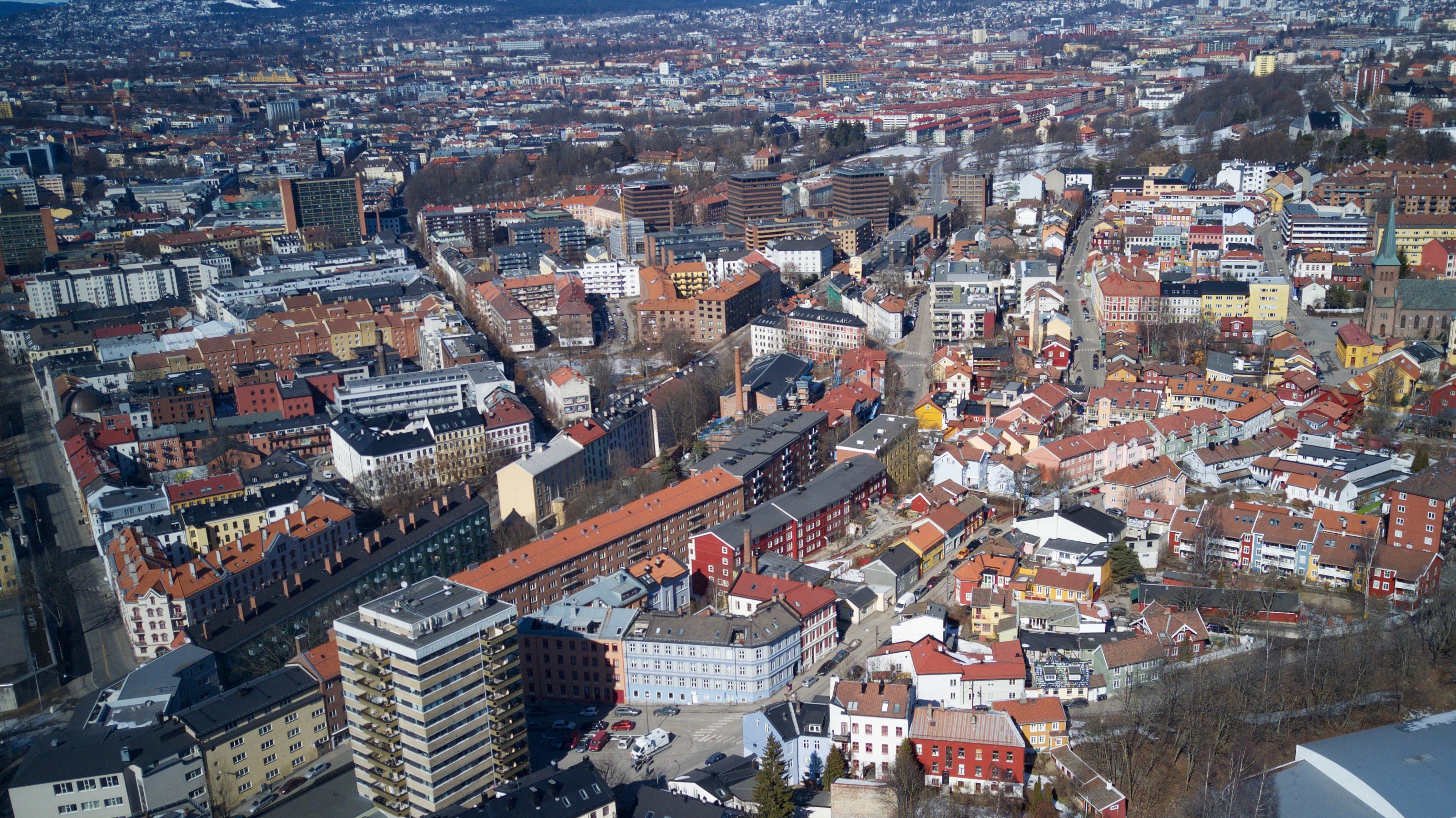
Luchtbeeld van de wijk Kampen uit 2018

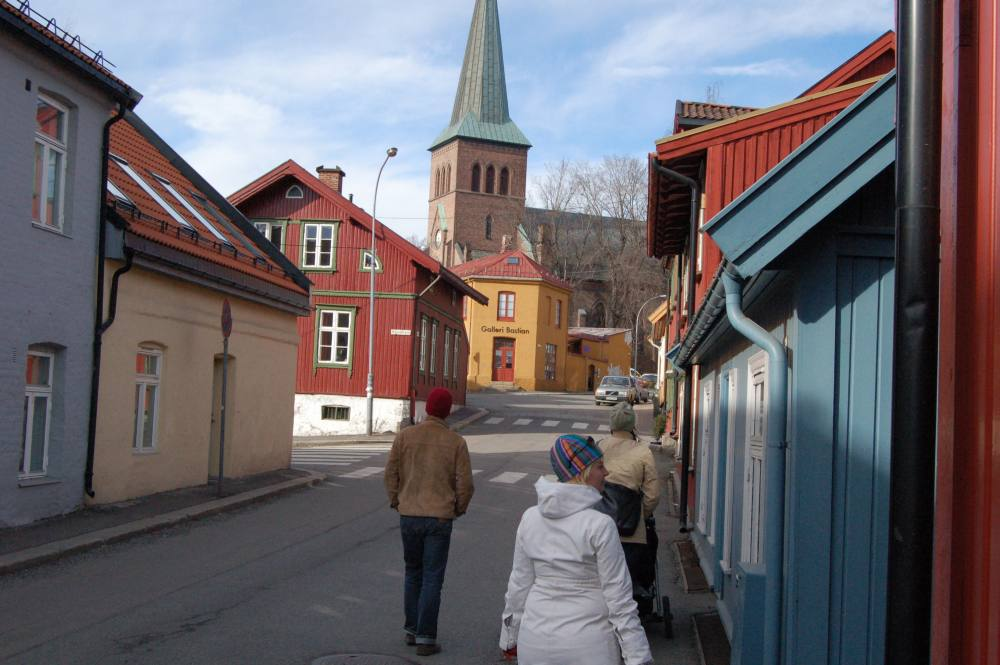
De kerk van Kampen, Kampen kyrkje, gebouwd in 1882

Kampen is een wijk in Oslo. De wijk maakt deel uit van het stadsdeel Oud Oslo en ligt tussen de wijken Tøyen, Hasle, Vålerenga en Galgeberg, zo'n 1,5 km ten oosten van het stadscentrum of 1 km ten noordoosten van de Oslofjord, het Operahuis en de haven in de wijk Bjørvika.
Tot de bekende inwoners van de wijk behoren of behoorden Thorbjørn Egner, Jon Bing, Knut Steen en Knut Johannesen.